# W Hydrae
W Hydrae är en pulserande variabel av Mira Ceti-typ (M) i stjärnbilden Vattenormen.
Stjärnan varierar mellan visuell magnitud +5,6 och 9,6 med en period av 390 dygn.
Under 2015 hittade svenska forskare tydliga tecken på vattenånga i täta moln nära stjärnan.